# Nomarchie hellénique
Nomarchie hellénique, en grec moderne : Ελληνική Νομαρχία, titre complet : Nomarchie héllenique, À savoir Discours sur la Liberté (Ελληνική Νομαρχία: Ήτοι Λόγος Περί Ελευθερίας), est le titre d'un traité politique des lumières pré-révolutionnaires grecques. Il est signé « Anonyme le Grec » et publié en Italie, sans révéler son véritable nom. Le texte présente les idéaux de liberté, de justice sociale et d'égalité comme principes essentiels d'une société bien gouvernée ce qui en fait le monument théorique le plus important du républicanisme grec. Son auteur, qui défend à la fois l'autonomie sociale et la souveraineté nationale, soutient la lutte des Grecs pour la libération nationale et se tourne vers la grandeur morale de la Grèce antique afin de stimuler la fierté collective. Bien que cette œuvre ait été largement lue par les Grecs avant le déclenchement de la guerre d'indépendance grecque, en 1821, dès sa première parution, elle est accueillie avec malaise par les spécialistes contemporains et suscite des débats sur l'identité de son auteur.

## Contexte
Les origines de la pensée républicaine grecque moderne peuvent être retracées dans les œuvres d'Iósipos Misiódax, un représentant majeur des Lumières néohelléniques, notamment dans son œuvre Apologie (en grec moderne : Απολογία, 1780). Le développement ultérieur de la pensée républicaine dans la culture grecque a été stimulé par les idées de la Révolution française.
Une expression articulée du républicanisme grec se trouve dans les œuvres de l'auteur révolutionnaire Rigas Féréos. L'exécution de Féréos, en 1798, par les Ottomans, donne une aura d'héroïsme à ses idées politiques, qui visualisent également la libération de la Grèce dans le contexte de réformes politiques. Outre les écrits de Féréos, d'autres œuvres dans le même style polémique prennent un caractère révolutionnaire plus marqué, à mesure que les contradictions sociales dans l'Empire ottoman s'accentuent.
C'est dans ce contexte qu'est écrit le monument théorique le plus important du républicanisme grec, Nomarchie hellénique. Cette œuvre, un tract anonyme, est publiée quelque part en Italie, en 1806, sous le titre complet : Nomarchie héllenique, À savoir Discours sur la Liberté (Ελληνική Νομαρχία: Ήτοι Λόγος Περί Ελευθερίας). L'auteur est peut-être un marchand qui vit à Livourne ou à Venise, dans le nord de l'Italie, se présentant comme un « Hellène anonyme ». 
Plusieurs personnalités de l'époque ont été suggérées, comme Athanásios Psalídas, Adamántios Koraïs, Geórgios Gennádios (el), Ioánnis Koléttis, Christóphoros Perrevós et Geórgios Kalarás. Cependant, l'identité de l'auteur est si bien dissimulée que même des recherches érudites répétées au cours des dernières décennies se sont révélées incapables d'attribuer l'œuvre.

## Contenu
Nomarchie hellénique proclame que la société doit être régie par des lois établies d'un commun accord par le peuple et que l'établissement et la préservation de la liberté exigent une forme de gouvernement nomarchique. Bien que ce terme soit peu courant dans la littérature grecque de l'époque, il est utilisé comme terme alternatif à celui de démocratie.
L'intention de Nomarchie hellénique est de montrer que le seul pouvoir et l'autorité de la loi (en grec moderne : Νόμος, romanisé : Nómos) ne peuvent être établies que par la démocratie. Dans cet esprit, l'auteur suit les principes soulignés par la littérature et la philosophie grecques antiques concernant ce sujet. L'œuvre soutient également que les Grecs ne doivent pas avoir d'autre chef que leurs propres lois. Ce principe découle des travaux de Rigas Féréos, qui soulignait dans son Manifeste révolutionnaire, quelques années auparavant, que la loi est le maître suprême des hommes. Féréos faisait également l'éloge de la démocratie comme étant le système de gouvernement le plus abouti.

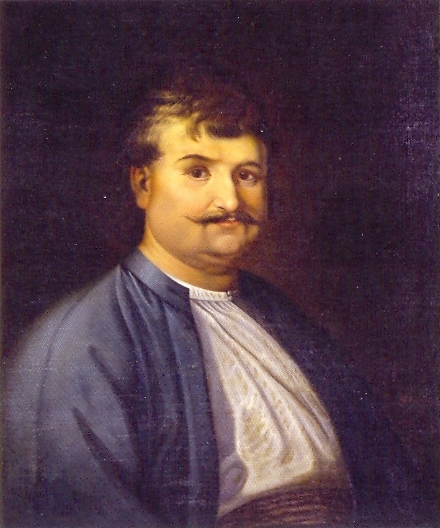
Hellas rendra toujours hommage à ton nom immortel, le comptant parmi ceux d'Épaminondas, Léonidas, Thémistocle et Thrasybulus. - extrait de Nomarchie hellénique, concernant Rigas Féréos (photo).

L'auteur anonyme dédie son œuvre au militant et auteur Rigas Féréos et condamne le comportement féodal du clergé grec. De plus, il prône la transition vers une nouvelle structure économique basée sur les petits producteurs agricoles et les artisans. En appliquant les principes physiocratiques, il soutient que les paysans sont la colonne vertébrale de la société, ou comme il le dit, « la colonne de la société ». Cependant, l'auteur affirme qu'en raison d'un certain nombre de facteurs externes, tels que le féodalisme et l'intervention de l'État, leur niveau de vie est très bas. Les principales références du livre sont les œuvres philosophiques de la Grèce antique, bien que l'influence de penseurs européens contemporains tels que Jean-Jacques Rousseau, Montesquieu et Voltaire soit évidente dans l'effort de l'auteur pour décrire une société « juste et humaine ».

« Ainsi, le grand Léonidas, s'étant trouvé avec deux mille soldats dans le détroit des Thermopyles, et ayant vu s'approcher la multitude de ses ennemis perses, décida immédiatement de se sacrifier pour le salut de sa patrie Hellas. Il ne choisit donc que trois cents Spartiates et repoussa les autres. »

De plus, Nomarchie hellénique souligne le succès de la lutte continue des Serbes contre la domination ottomane, qui a commencé en 1804. L'auteur affirme que le clergé orthodoxe freine les aspirations nationales du peuple grec, tandis que les éléments éduqués et dynamiques de la société grecque et la diaspora mercantile devraient retourner en Grèce et rejoindre le mouvement de libération nationale.

## Notoriété
Nomarchie hellénique est largement lu par les Grecs à la fin de la domination ottomane et propage les idéaux de liberté, de justice sociale et d'égalité en tant que principes fondamentaux de toute société bien gouvernée. Cependant, depuis sa première parution, il reste un ouvrage énigmatique, accueilli avec malaise par certains contemporains, entouré de silence au XIXe siècle et au début du XXe siècle et qui suscite ensuite un débat sur l'identité de l'auteur. Un certain nombre d'historiens grecs modernes décrivent l'œuvre comme « peut-être le traité le plus important de la pensée politique des Lumières néo-helléniques », « le monument théorique le plus important du républicanisme grec [moderne] », ainsi que « la déclaration la plus articulée du mécontentement social et politique avant la guerre d'indépendance ».